# Termograf
Termograf neboli zapisující teploměr je fyzikální a meteorologický přístroj, jenž slouží k měření a zápisu naměřené teploty vzduchu v závislosti na čase. 
Měřícím čidlem termografů bývá nejčastěji bimetalická páska nebo méně často Bourdonova trubice plněná lihem. Změna teploty má u obou metod měření za následek deformaci (ohyb) čidla. Tato výchylka je převodovým mechanizmem převedena na pohyb ručky, na jejímž konci je upevněno perko. Toto perko zapisuje naměřenou teplotu na papírovou pásku, která je upevněna na otáčejícím se válci. Otáčení válce zajišťuje hodinový stroj (buď mechanicky nebo elektricky poháněný) v něm umístěn. Doba otáčení válce je většinou jeden týden, můžeme se však setkat i s denními či měsíčními strojky. Vzniklý záznam teploty se nazývá termogram.
Na záznamovém papírovém pásu umístěném na otočném válci jsou předtištěny jednotlivé dny v týdnu i konkrétní hodiny (vodorovná osa) a teploty vzduchu (svislá osa), z něhož je pak možno zpětně sledovat průběh teploty vzduchu do minulosti. Jednoduché termografy (společně s barografy a hygrografy) bývají běžnou součástí každé meteorologické stanice. Používá se i v muzeích, archivech, laboratořích, specializovaných skladech či v sušárnách apod.
Někdy bývají termografy společně spojeny do jednoho jediného přístroje spolu s hygrografem (přístrojem pro měření vlhkosti vzduchu v závislosti na čase) do přístroje, který se pak nazývá složeným slovem termohygrograf. Pro aerologická měření se dříve využívaly také přístroje, které zapisovaly kromě teploty a vlhkosti také atmosférický tlak (jednalo se tedy o sloučený termograf, hygrograf a barograf) - takový přístroj se nazývá meteorograf.
Modernější elektrické termografy a termohygrografy pak mohou být doplněny příslušnými elektronickými čidly, které naměřené hodnoty teploty vzduchu pomocí A/D převodníku převádí do digitální formy zpracovatelné připojeným počítačem.